# Robotyka

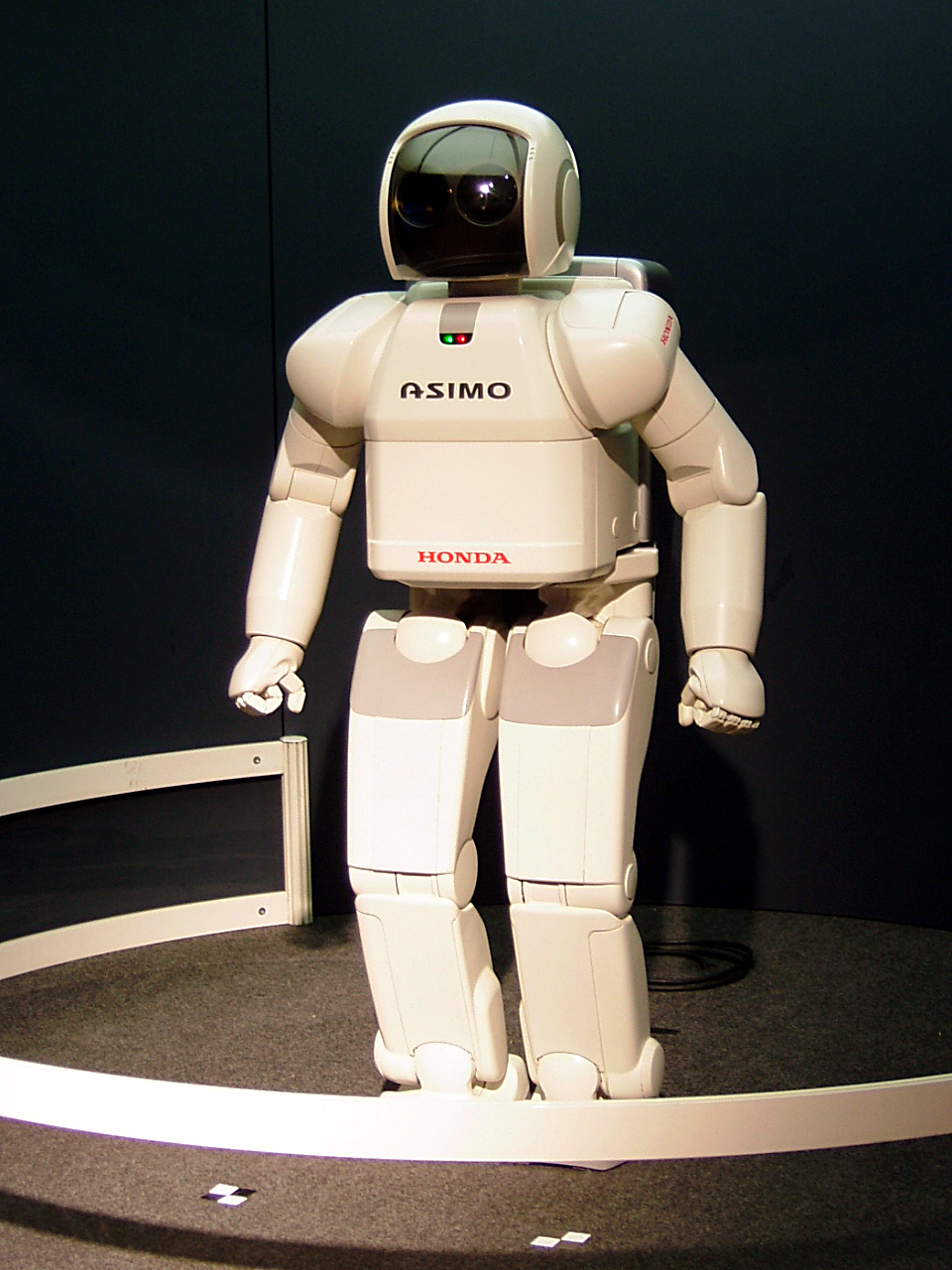
Robot ASIMO firmy Honda.

Robotyka, także technika robotyczna – badania nad tworzeniem robotów, w tym sterowanie ich ruchem. Jest ona interdyscyplinarna – łączy zagadnienia inżynierii mechanicznej, elektrotechniki, automatyki i informatyki. Domeną robotyki są również rozważania nad sztuczną inteligencją – w niektórych środowiskach robotyka jest wręcz z nią utożsamiana.

## Podział robotyki
- robotyka teoretyczna
- robotyka przemysłowa: zastosowanie robotów i manipulatorów w przemyśle i budownictwie
- robotyka medyczna i rehabilitacyjna: roboty chirurgiczne, rehabilitacyjne, protetyka
- robotyka maszyn mobilnych
  - kołowych
  - kroczących
  - latających
  - podwodnych
  - kosmicznych

## Powstanie terminu "robotyka"
Po raz pierwszy terminu robot użył czeski pisarz Karel Čapek w 1921 roku w swojej sztuce Rossum's Universal Robots. Terminem tym określił sztuczną istotę zbudowaną na podobieństwo człowieka, stworzoną, by zastąpić człowieka w pracy. Nazwa wywodzi się od czeskiego robota czyli praca pańszczyźniana. 
W języku angielskim pojęcie to pojawiło się po raz pierwszy w krótkim opowiadaniu Isaaca Asimova Kłamca (Liar) w 1941 roku. Natomiast  w swoim opowiadaniu Zabawa w berka (Runaround, 1942) wprowadził 3 prawa dotyczące robotyki.
1. Robot nie może skrzywdzić człowieka, ani przez zaniechanie działania dopuścić, aby człowiek doznał krzywdy.
2. Robot musi być posłuszny rozkazom człowieka, chyba że stoją one w sprzeczności z Pierwszym Prawem.
3. Robot musi chronić sam siebie, jeśli tylko nie stoi to w sprzeczności z Pierwszym lub Drugim Prawem.

Następnie w opowiadaniu Roboty i Imperium (Robots and Empire) Asimov dodał prawo zerowe, które stało się nadrzędne wobec trzech pozostałych:
0. Robot nie może skrzywdzić ludzkości, lub poprzez zaniechanie działania doprowadzić do uszczerbku dla ludzkości.